# Majma-ul-Bahrain
Majma-ul-Bahrain (em persa: مجمع البحرین, "A Confluência dos Dois Mares" ou "A Mistura dos Dois Oceanos") é um texto sufi sobre religião comparada de autoria do xázada mogol Dara Xucô como um pequeno tratado em persa, c. 1655. Foi dedicado a uma revelação das afinidades místicas e pluralistas entre a especulação sufista e vedântica. Foi um dos primeiros trabalhos a explorar tanto a diversidade de religiões quanto a unidade do Islã e do hinduísmo e de outras religiões. Sua versão em hindi é chamada Samudra Sangam Grantha e uma tradução em urdu intitulada Nūr-i-Ain foi litografada em 1872.

## Fundo

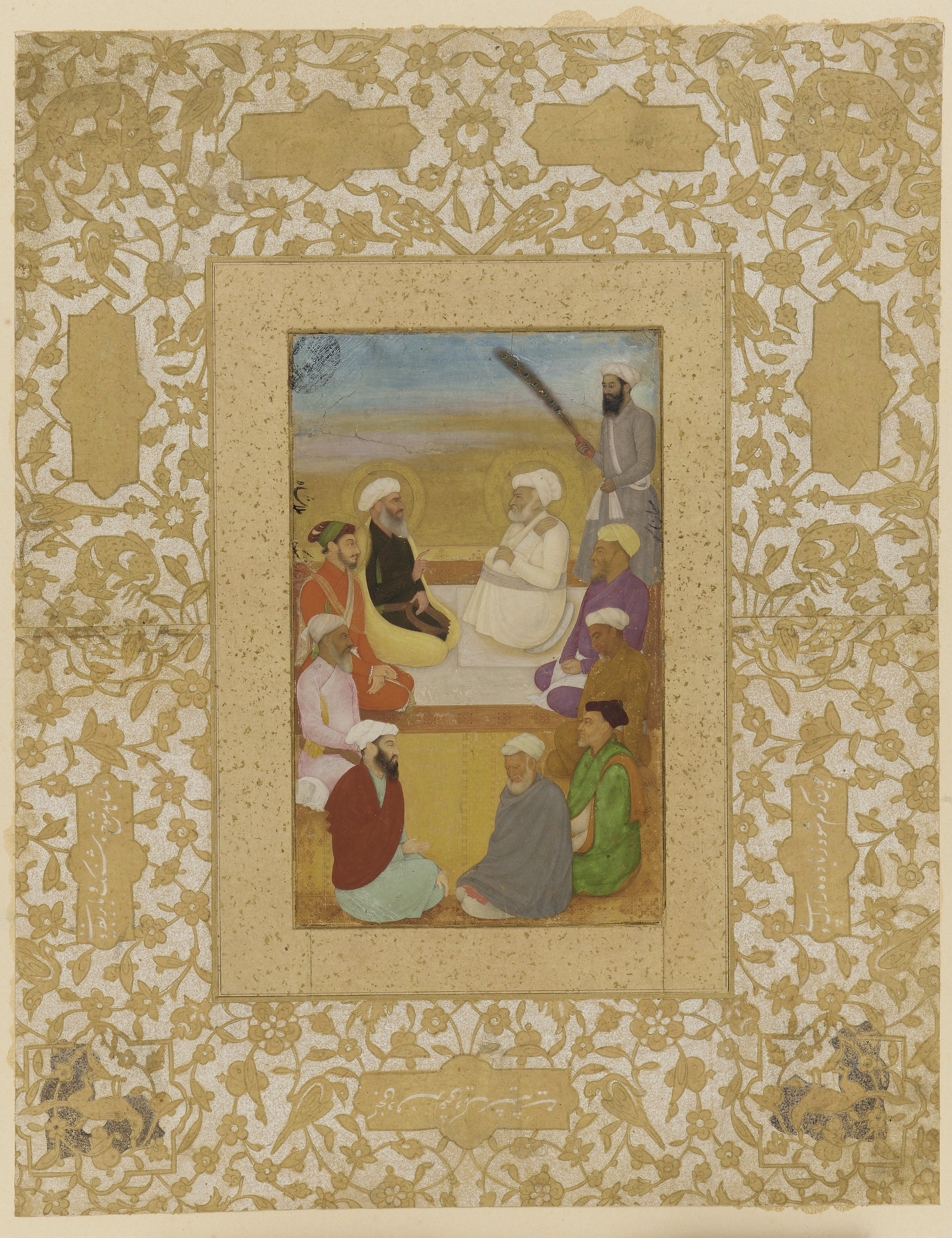
Xázada Dara Xucô sentado com seu mestre espiritual, Mian Mir, c. 1635.

Durante o século XVI, o Maktab Khana (escritório de tradução do imperador Akbar, que significa literalmente casa de tradução) contribuiu fortemente para alterar a percepção muçulmana do hinduísmo ao traduzir obras como o Mahabharata para o Razmnāma (persa : رزم نامہ, lit. Livro da Guerra), o Ramayana, e o Yoga Vashishta do antigo sânscrito para o persa, conforme o imperador Akbar procurou "formar uma base para uma busca unida pela verdade" e "permitir que as pessoas entendam o verdadeiro espírito de sua religião". Os esforços de Akbar para cultivar Ṣulḥ-i-Kul (que significa literalmente "paz com todos", "paz universal" ou "paz absoluta", conforme inspirado pelos princípios místicos sufis) em todo o seu império continuaram em espírito com seu descendente, Dara Xucô.
Com uma visão de mundo perene semelhante a Kabir e seu ancestral mogol, o imperador Akbar, Dara Xucô procurou entender as semelhanças entre as religiões da terra ao seu redor. Depois de seu tempo como discípulo de Mian Mir (testemunhando eventos como a fundação do Templo Dourado de Amritsar), Dara Xucô começou a compilar seus aprendizados espirituais e místicos em uma série de livros escritos entre 1640 e 1653. O aprendizado que resultou em Majma-ul-Bahrain ocorreu durante esse período, abrangendo especificamente nove anos de pesquisa e estudo do Brahmavidya e do Alcorão. O aprendizado de Dara Xucô o levou a viajar por 14.000 km do subcontinente indiano, em busca de conhecimento místico em lugares como Ajmer, Delhi, Agra, Allahabad, Varanasi, Caxemira e Gujarat. O xázada escreveu o Majma-ul-Bahrain quando tinha 42 anos e foi o último texto que escreveu antes da luta pela sucessão que resultou em sua derrota, humilhação e morte alguns anos depois.

## Conteúdo
O foco principal do tratado é fornecer uma exegese sobre o que é comum entre o Sanatana Darma e o Islã, especificamente no que diz respeito ao misticismo vedântico e sufista e seus numerosos conceitos. Dara Xucô utiliza muitos termos de ambos os ramos da religião para iluminar as semelhanças entre os dois, embora exiba um conhecimento mais profundo da terminologia sufista para iluminar a vedântica. Muitos santos sufis são mencionados na décima primeira seção, incluindo al-Ghazali, Bayazid al-Bastami, Jalāl ad-Dīn Muhammad Rūmī e Ibn al-'Arabi. O texto começa com uma seção introdutória e contém vinte seções com os seguintes títulos:
1. Os Elementos
2. Os Sentidos
3. Os Exercícios Religiosos
4. Os Atributos
5. O Vento
6. Os Quatro Mundos
7. O Fogo
8. A Luz
9. O Observação de Deus
10. Os Nomes de Deus, o Altíssimo
11. O Apostolado e o Profetismo
12. O Barhmand
13. As Direções
14. Os Céus
15. As Terras
16. As Divisões da Terra
17. O Barzakh
18. A Grande Ressurreição
19. O Mukt
20. A Noite e o Dia

## Consequências
Não havia nenhum outro texto importante escrito sobre o assunto de religiões comparadas e verdade universal contemporâneo com Majma-ul-Bahrain. Segundo o Siya-ul-Mutakherin do historiador Ghulam Husain Salim, o Majma-ul-Bahrain provocou a morte de seu próprio autor quando foi apresentado ao ulama imperial, que declarou a obra blasfema e ordenou a morte de Dara Xucô, ordem que foi cumprida com prazer por seu irmão, o xázada Auranguezebe, durante a Guerra da Sucessão. Depois de ser trazido para Delhi, Dara Xucô foi acorrentado e desfilou pelas ruas da capital montado em um elefante imundo. Na história oficial de Auranguezebe, o Maathir-i-Alamgiri, a acusação oficial contra Dara Shukoh é declarada da seguinte forma:

"Os pilares da Lei e Fé Canônicas apreenderam muitos tipos de distúrbios de sua vida. Então o Imperador [por exemplo, Aurangzid], ambos por necessidade para proteger a Lei Sagrada, e também por razões de Estado, considerou ilegal permitir que Dara permanecesse vivo por mais tempo como um destruidor da paz pública."
Em 10 de agosto de 1659, Dara Xucô foi decapitado por apostasia e sua cabeça foi enviada para seu pai, Xá Jeã. Quando Auranguezebe ascendeu ao trono imperial, ele continuou a executar outros por razões políticas (ex: seu irmão Murade Baquexe e seu sobrinho Sulaiman Shikoh) e a perseguir habitantes de seu império por heresia, incluindo a decapitação do místico sufi armênio, Sarmad Kashani, por acusações de ateísmo antinomiano e o nono guru sique, Guru Tegh Bahadur, por se recusar a se converter ao Islã, tornando o assassinato de seu irmão Dara Xucô o primeiro de uma longa linha de execuções.